# 오픈벅스
오픈벅스(OpenBUGS)는 마르코프 연쇄 몬테 카를로 (MCMC) 방법을 사용하여 복소 통계 모형의 베이즈 분석을 위한 컴퓨터 소프트웨어이다. 오픈벅스는 윈벅스(WinBUGS; Bayesian inference Using Gibbs Sampling))의 공개 소스 변형이다.

## 프로그래밍 언어
오픈벅스의 소스 코드는 파스칼 프로그래밍 언어로 작성되었다.
오픈벅스를 윈도우에서 컴파일하는 것은 쉽지만, 리눅스에서는 문서화가 잘 되어 있지 않다. 오픈벅스를 자바로 변환하는 것은 JAGS라고 불리는 새로운 구현을 더 선호하기 때문에 포기되었다.